# Acanthatrium anoplocami
Acanthatrium anoplocami är en plattmaskart. Acanthatrium anoplocami ingår i släktet Acanthatrium och familjen Lecithodendriidae. Inga underarter finns listade i Catalogue of Life.